# Kamptjärnen (Sunne socken, Värmland)
Kamptjärnen är en sjö i Sunne kommun i Värmland och ingår i Göta älvs huvudavrinningsområde.